# Horseshoe Bend (Idaho)
Pour les articles homonymes, voir Horseshoe Bend.
Horseshoe Bend est une ville américaine située dans le comté de Boise en Idaho. Signifiant « courbe du fer à cheval », Horseshoe Bend doit son nom à la forme que fait la rivière Payette autour de la ville.

## Démographie
| 1950 | 1960 | 1970 | 1980 | 1990 | 2000 |
| ---- | ---- | ---- | ---- | ---- | ---- |
| 401  | 480  | 511  | 700  | 643  | 770  |

| 2010 | - | - | - | - | - |
| ---- | - | - | - | - | - |
| 707  | - | - | - | - | - |

Selon le recensement de 2010, Horseshoe Bend compte 707 habitants ; c'est la ville la plus peuplée du comté. La municipalité s'étend sur 1,09 mille carré (2,82 km2), dont 1,08 milles carrés (2,8 km2) de terres.